# Wirenia
Wirenia is een geslacht van wormmollusken uit de  familie van de Gymnomeniidae.

## Soorten
- Wirenia argentea Odhner, 1920
- Wirenia gonoconota (Salvini-Plawen, 1988)